# Dynamic Device Mapping
 (novembre 2012).
Si vous disposez d'ouvrages ou d'articles de référence ou si vous connaissez des sites web de qualité traitant du thème abordé ici, merci de compléter l'article en donnant les références utiles à sa vérifiabilité et en les liant à la section « Notes et références ».
Pour les articles homonymes, voir Dynamic et DDM.

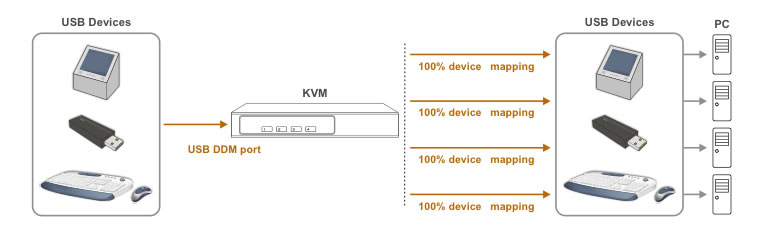
Full Device Mapping

La technique Dynamic Device Mapping (DDM) est dédiée aux commutateur écran-clavier-souris, aussi appelé commutateur KVM, USB censés remplacer les standards d'émulation USB des claviers et souris.
On connecte les principaux composants d'un ordinateur — le clavier, la souris et l'écran — au commutateur KVM, et puis on utilise le câble lié afin de connecter les différents ordinateurs sur lesquels on veut travailler. Chaque composant de l’ordinateur envoie les messages à la centrale en imitant les signaux. Toutefois, comme ce n’est qu’une émulation et qu'il existe des séquences d'échappement pour les commandes destinées à l'émulateur lui-même, la transparence n'est pas nécessairement parfaite. D’ailleurs, certains systèmes[Lesquels ?] n’identifient pas le dispositif USB lorsqu’on l'insère ou retire, c’est-à-dire la souris et le clavier ne sont pas identifiés quand on recommunique au commutateur KVM : l’utilisateur doit renouveler l’émulation logicielle afin d'adapter les compatibilités de systèmes différents.[pas clair]
L’émulation logicielle est limitée initialement, c'est-à-dire qu'il est impossible de communiquer avec chaque composant de l’ordinateur. Donc, l'utilisation de KVM cause souvent des problèmes de comptabilité[pourquoi ?].
La technique Dynamic Device Mapping (DDM) assure la compatibilité à 100％[Comment ?], c’est-à-dire qu'il n’est plus nécessaire d'utiliser l’émulation logicielle pour identifier les descriptions de la souris et du clavier. Aussi, DDM diminue l’attente de connexion au dispositif. Même si l’on change la chaîne[Quoi ?] ou retire le composant de l’ordinateur[Quoi ?], les tours fonctionnent normalement.